# Розенштраух, Василий Иванович
Василий Иванович (Вильгельм) Розенштраух (22 сентября 1792, Залтбоммель, Голландия — 3 июня 1870, Москва) — московский предприниматель, общественный деятель и дипломат, консул Пруссии в Москве в 1829—1866 годах.

## Биография
Василий Розенштраух родился в сентябре 1793 года в Голландии в семье фельдшера и актёра, а впоследствии купца Иоганна-Амвросия Розенштрауха. Образование получил в Дерптском университете, окончил в 1810 году факультет фармацевтики.
Входил в московскую масонскую ложу «Александра тройственного благословения», работавшую по ИШУ и которую возглавлял его отец.
В 1828 году совместно с доктором Юстус Христиан Лодером и зятем Р. Ф. Германом, устроил в Москве Заведение искусственных минеральных вод. В конце 1840-х годов, когда выезд из России был ограничен, Заведение Розенштрауха получило большую известность, ввиду того, что им стали пользоваться те, кому было нужно лечиться минеральными водами, и кто не мог выехать в Европу. В течение нескольких лет Розенштраух был комиссионером Московского университета.
Коммерции советник. В 1829 году был назначен генеральным консулом Пруссии в Москве. Оставался на этой должности до 1866 года, когда оставил её ввиду возраста и состояния здоровья.
После смерти родителей получил в наследство несколько коммерческих предприятий, включая магазин на Кузнецком Мосту (упоминание о нём есть в романе Ивана Тургенева «Накануне»). Быстро развил дела, прибавив к имеющимся ещё несколько новых предприятий.
В 1830-х годах Розенштраух был избран президентом церковного совета при лютеранской церкви св. Михаила в Москве и одновременно попечителем её школы.
Был членом Московского тюремного комитета и Глазной больницы. Являлся постоянным казначеем Комитета для разбора просьб учреждений призрения, а также членом Комитета продовольствия арестантов.
Василий Розенштраух скончался 3 июня 1870 года.